# Carl Fredrik Wadsten
Carl Fredrik Wadsten, född 19 februari 1737 i Eksjö, död 1 december 1791 i Nyköping, Södermanlands län, var en svensk målare och mönstertecknare. 
Han var son till målaren Peter Erlandsson Wadsten och Maria Hagman samt bror till Anders Georg, Paul och Johan Henrik Wadsten samt farbror till Lars Peter Wadsten och Erland Wadsten. Det finns få kända uppgifter om Wadstens liv. I Nils Adam Bielkes handlingar vid Riksarkivet finns en notering om att han ritat mönstret till en stickad kofta åt grevens gemål. Tillsammans med sin brorson Erland Wadsten utförde han en takmålning på gården Sjökrok i Kristdala som är signerad av de båda 1792. Enligt bevarade dokument tillhörde han de konsthantverkare som var på resande fot och därav blir mycket av hans arbeten svåra att spåra.